# Teja
Teja är en traditionell sötsak från den peruanska staden Ica. Bakverket består av en bit frukt eller nöt, vanligtvis pecannöt, fylld med manjarblanco och täckt med ett lager glasyr.
En variant är att bakverket täcks med choklad, det kallas då chocoteja.